# Elise 't Hart
Elise (Elisabeth Louise) 't Hart (Den Haag, 8 december 1991) is een Nederlandse beeldend kunstenaar en kunstdocent aan de HKU. Ook was zij adviseur voor het Mondriaan Fonds. Ze staat bekend om haar geluidskunst, en haar Instituut voor Huisgeluid. 

## Geluidskunst
Voor Elise ’t Hart, die opgroeide in een muzikantenfamilie, is geluid als vanzelfsprekend het materiaal geworden waarmee ze werkt. Met haar podcasts, workshops, composities en installaties zet ze ons gehoor op scherp: “We zijn zo gefocust op beeld (eerst zien dan geloven) dat we haast vergeten hoe geluid ons dichtbij ons voelen brengt. Geluid is immers trilling, soms letterlijk voelbaar.” 
In 2013 richtte ze het Instituut voor Huisgeluid op, een groeiende verzameling van geluiden in en rond ons huis, die ze archiveert en documenteert. “We leggen tegenwoordig bijna ons hele leven vast met foto’s op onze telefoon. Maar vertrouwde geluiden vergeten we vaak op te nemen.” Ook wanneer ze met visuele elementen werkt, zijn die secundair. Het geluid staat voorop. Ze verzamelde inmiddels meer dan 1000 geluiden in haar archief. Elise 't Hart zegt in een interview uit 2020 in Trouw: "Niet voor niets luidt het spreekwoord: ‘zoals het klokje thuis tikt, tikt het nergens.'"

## Residency
't Hart was de eerste artist-in-residence bij het Meertens Instituut. In de archieven van het Meertens Instituut zijn onder andere geluiden opgeslagen van dialecten. 't Hart beluisterde deze fragmenten, en pikte niet de dialecten hieruit op, maar juist de omgevingsgeluiden zoals krakende vloeren. 
In 2023 was 't Hart resident bij het EKWC in Oisterwijk. In drie maanden tijd registreerde 't Hart alle geluiden die in en om het EKWC te vinden zijn. Deze geluidsherinneringen werden verwerkt in een compositie genaamd 'The sound of the EKWC', die vervolgens in een keramisch ontworpen omhulsel wordt gedeeld met alle alumni van de residency.

## Food for Thought
Het LAM museum in Lisse vroeg 't Hart om een geluidskunstwerk te ontwikkelen wat het gevoel van geroezemoes teweegbrengt in het museum. Sietske van Zanten, directeur van het LAM museum, wil door het toevoegen van geroezemoes het gesprek tussen verschillende bezoekers aanwakkeren in het museum. Elise 't Hart benaderde componist en toetsenist Nils Davidse en beeldend kunstenaar Jonas Wijtenburg om bij te dragen aan de geluidsinstallatie: Food for Thought.
Het geluidskunstwerk klinkt steeds anders in het LAM museum. De huisgeluiden die gecombineerd zijn met de gesprekken over kunst, passen bij het moment van de dag. Met meer dan veertig stemmen die over eten en kunst praten, hoor je sinds 23 februari 2024 de hele dag door verschillende geluiden en verhalen in het museum. Nooit eerder maakten ze zo’n groot, permanent geluidskunstwerk.

## Cosy Corner
De eerste museale solotentoonstelling van 't Hart vond plaats in CODA Museum in 2022. Elise ’t Hart dook speciaal voor deze tentoonstelling uitgebreid in de erfgoedcollectie van CODA, op zoek naar huiselijkheid. In deze tentoonstelling werd een fysieke versie van het Instituut voor Huisgeluid gepresenteerd, ook maakte ze een nieuw werk waarin ze het geluid van rinkelende koffie- en theekopjes uit de erfgoed collectie van CODA opnam. De titel van de tentoonstelling, Cosy Corner, komt van een bijzonder meubelstuk uit de CODA collectie. Deze Cosy Corner werd ontworpen door Chris Wegerif, een vooraanstaande Apeldoornse architect en vormgever.

## Museale collecties
- LAM museum [12]
- CODA Apeldoorn [14]
- Dordrechts Museum [15]
- Ministerie van Buitenlandse Zaken [15]